# Liste der Wasserschutzgebiete im Landkreis Rastatt
In der Liste der Wasserschutzgebiete im Landkreis Rastatt sind Wasserschutzgebiete (WSG) im Landkreis Rastatt in Baden-Württemberg aufgeführt. Sie ist nach den offiziellen WSG-Nummern sortiert. In den Wasserschutzgebieten gelten für die Gewässer (Grundwasser, oberirdische Gewässer) besondere Ge- und Verbote, um das Wasser vor Verunreinigungen zu schützen. Die für die Wasserschutzgebiete zuständige Dienststelle ist das Landratsamt des Landkreises Rastatt.
Diese Liste ist Teil der übergeordneten Liste der Wasserschutzgebiete in Baden-Württemberg und erhebt keinen Anspruch auf Vollständigkeit.

## Geschichte
Der Landkreis Rastatt macht jährlich Angaben zur Entwicklung der Nitratkonzentrationen in den einzelnen Wasserschutzgebieten und erlässt für das folgende Jahr entweder Auflagen für Landwirte oder lockert bisherige Bewirtschaftungsauflagen auf der Grundlage der seit 1988 geltenden Schutzgebiets- und Ausgleichsverordnung (SchALVO) des Landes Baden-Württemberg. Diese Verordnung wurde zum 1. März 2001 novelliert. Neben der Einhaltung bestimmter Nitrat-Boden-Werte, die jährlich vom 15. Oktober bis 15. November gemessen werden, ist im Rahmen der SchALVO unter anderem vorgeschrieben, dass in den Wasserschutzgebieten Düngung und Pflanzenschutzmaßnahmen nach guter fachlicher Praxis erfolgen müssen, um das Grundwasser vor Beeinträchtigung durch Stoffeinträge aus der Landbewirtschaftung zu schützen.

## Wasserschutzgebiete im Landkreis Rastatt
Grundlage: Daten aus dem Umweltinformationssystem (UIS) der LUBW Landesanstalt für Umwelt Baden-Württemberg

| WSG-Nr. | WSG-Name                                                              | Hauptgemeinde | Lage | Fläche (Hektar) | Datum (Rechtsverordnung) | Bild     |
| ------- | --------------------------------------------------------------------- | ------------- | ---- | --------------- | ------------------------ | -------- |
| 216002  | WSG Stadt Rastatt, Niederbühl                                         | Rastatt       | ⊙    | 108,84          | 1978-04-11               |          |
| 216005  | WSG Gemeinde Hügelsheim, Altes WWK                                    | Hügelsheim    | ⊙    | 16,58           | 1973-08-19               |          |
| 216008  | WSG Gemeinde Loffenau, Kaltenbrunnenqu.                               | Loffenau      | ⊙    | 93,98           | 1972-11-06               |          |
| 216014  | WSG Gemeinde Sinzheim, Wassergewinnung Kummerstung                    | Sinzheim      | ⊙    | 28,97           | 1972-07-21               |          |
| 216015  | WSG ZV Am alten Brunnen, Rheinmünster                                 | Rheinmünster  | ⊙    | 535,15          | 2009-05-18               |          |
| 216016  | WSG ZV Gruppenwasserversorgung Balzhofen                              | Bühl          | ⊙    | 203,83          | 2011-05-18               |          |
| 216022  | WSG ZV Gruppenwasserversorgung Bühlertal                              | Bühlertal     | ⊙    | 617,09          | 2003-07-23               |          |
| 216025  | WSG Stadt Bühl, Grunmattquelle                                        | Bühl          | ⊙    | 8,11            | 1970-11-30               |          |
| 216026  | WSG Stadt Bühl, Kreispflegeans. Hub Quelle C                          | Bühl          | ⊙    | 4,86            | 1973-11-30               |          |
| 216027  | WSG Stadt Bühl, Frankenbachquelle                                     | Bühl          | ⊙    | 5,64            | 1963-06-25               |          |
| 216028  | WSG Gemeinde Bühlertal, Hofquellen                                    | Bühlertal     | ⊙    | 32,98           | 1969-08-12               |          |
| 216029  | WSG Gemeinde Bühlertal, Wolfsbrunnenquelle                            | Bühlertal     | ⊙    | 5,19            | 1970-03-02               |          |
| 216030  | WSG Gemeinde Bühlertal, Sickenwaldquelle                              | Bühlertal     | ⊙    | 8,46            | 1970-03-02               |          |
| 216031  | WSG Gemeinde Bühlertal, Flotzenbachquelle 1                           | Bühlertal     | ⊙    | 2,81            | 1970-03-02               |          |
| 216032  | WSG Gemeinde Bühlertal, Flotzenbachquellen 2+3                        | Bühlertal     | ⊙    | 2,08            | 1970-03-02               |          |
| 216033  | WSG Gemeinde Bühlertal, Grassiwegquellen                              | Bühlertal     | ⊙    | 21,55           | 1970-03-02               |          |
| 216034  | WSG Stadt Bühl, Kappler Wald-/Meierquelle                             | Bühl          | ⊙    | 214,62          | 2013-02-18               |          |
| 216035  | WSG Gemeinde Ötigheim                                                 | Ötigheim      | ⊙    | 80,56           | 1983-08-01               |          |
| 216036  | WSG Stadt Gaggenau, Oberweierer Quelle                                | Gaggenau      | ⊙    | 12,31           | 1983-01-04               |          |
| 216037  | WSG Stadt Gaggenau, Schließquelle                                     | Gaggenau      | ⊙    | 16,26           | 1983-01-04               |          |
| 216038  | WSG Stadt Gaggenau, Bruhwiesenquelle                                  | Gaggenau      | ⊙    | 23,31           | 1983-01-04               |          |
| 216039  | WSG Stadt Gaggenau, Schwarzegehrenquelle                              | Gaggenau      | ⊙    | 12,47           | 1983-01-04               |          |
| 216040  | WSG Stadt Gaggenau, Merzen/Pflästerwiesenquelle                       | Gaggenau      | ⊙    | 15,04           | 1983-01-04               |          |
| 216041  | WSG Stadt Gernsbach, WV Kaltenbronn                                   | Gernsbach     | ⊙    | 80,68           | 1982-12-09               |          |
| 216042  | WSG Stadt Bühl, Wolfersbachquellen                                    | Bühl          | ⊙    | 14,88           | 1970-02-12               |          |
| 216043  | WSG Rheinwaldwasserwerk                                               | Bietigheim    | ⊙    | 5.906,47        | 2010-08-25               |          |
| 216044  | WSG Gemeinde Au am Rhein                                              | Au am Rhein   | ⊙    | 26,94           | 1980-10-28               |          |
| 216046  | WSG Wassergen. Buchkopf, Bühlertal                                    | Bühlertal     | ⊙    | 3,90            | 1970-02-12               |          |
| 216047  | WSG Stadtw. Gaggenau u. Rastatt, Kupp.-Mugg.                          | Rastatt       | ⊙    | 815,00          | 1984-02-17               | Rauental |
| 216048  | WSG Gemeinde Weisenbach Hohmiß, Riedmiß, Wetzsteinbrunnen             | Weisenbach    | ⊙    | 126,46          | 1985-07-01               |          |
| 216049  | WSG Gemeinde Weisenbach Eselbronnquelle                               | Weisenbach    | ⊙    | 33,24           | 1985-07-01               |          |
| 216050  | WSG Stadt Gernsbach, Streppichquelle                                  | Gernsbach     | ⊙    | 25,68           | 1986-09-01               |          |
| 216051  | WSG Muggensturm Grau Heck                                             | Muggensturm   | ⊙    | 163,05          | 1986-07-01               |          |
| 216053  | WSG Stadt Gernsbach, Tranich-Winterwiesen-Felsenquelle                | Gernsbach     | ⊙    | 42,17           | 1986-09-01               |          |
| 216055  | WSG Stadt Gernsbach Ahornquelle                                       | Gernsbach     | ⊙    | 99,85           | 1986-09-01               |          |
| 216056  | WSG Stadt Gernsbach, Hoheck/Langes-Rißquelle                          | Gernsbach     | ⊙    | 23,98           | 1986-09-01               |          |
| 216057  | WSG Stadt Gernsbach, Brunnrückquelle                                  | Gernsbach     | ⊙    | 70,75           | 1986-09-01               |          |
| 216058  | WSG Stadt Gernsbach Axtloh/Vogelwiesenquelle                          | Gernsbach     | ⊙    | 121,48          | 1986-09-01               |          |
| 216102  | WSG Stadt Rastatt, WWK Ottersdorf                                     | Iffezheim     | ⊙    | 1.479,52        | 1988-06-14               |          |
| 216103  | WSG Gemeinde Forbach, OT Herrenwies                                   | Forbach       | ⊙    | 35,44           | 1991-10-10               |          |
| 216104  | WSG Gemeinde Forbach, Hartmannsquelle                                 | Forbach       | ⊙    | 57,42           | 1991-10-10               |          |
| 216105  | WSG Gem. Forbach, Blindsee-Wulzenberg-Fliegenloch-Höfelsbrunnenquelle | Forbach       | ⊙    | 352,17          | 1991-10-10               |          |
| 216107  | WSG Gemeinde Forbach, Pfitz-Winterhardtquelle                         | Forbach       | ⊙    | 167,13          | 1991-10-10               |          |
| 216108  | WSG Gemeinde Forbach, Wolfslochquelle                                 | Forbach       | ⊙    | 38,59           | 1991-10-10               |          |
| 216109  | WSG Gemeinde Forbach, Kochersbrunnenquelle                            | Forbach       | ⊙    | 21,93           | 1991-10-10               |          |
| 216110  | WSG Gemeinde Forbach, Schneiderskopfquelle                            | Forbach       | ⊙    | 6,86            | 1991-10-10               |          |
| 216111  | WSG Gemeinde Forbach, Hauerskopf-Schmitzbrunnenqu                     | Forbach       | ⊙    | 107,49          | 1991-10-10               |          |
| 216201  | WSG Stadt Gaggenau, Werk Bietigheim                                   | Bietigheim    | ⊙    | 996,98          | 2004-11-19               |          |
| 216202  | WSG Gemeinde Durmersheim, Winkelsloh                                  | Durmersheim   | ⊙    | 1.385,24        | 1995-08-03               |          |
| 216204  | WSG Gemeinden Iffezheim u. Hügelsheim                                 | Hügelsheim    | ⊙    | 462,66          | 1995-08-17               |          |
| 216210  | WSG Stadt Gernsbach, Fischwiesenquelle                                | Gernsbach     | ⊙    | 25,03           | 1988-02-03               |          |
| 216211  | WSG Stadt Gernsbach, Gätzenbachquelle                                 | Gernsbach     | ⊙    | 32,38           | 1988-02-03               |          |
| 216212  | WSG Stadt Gernsbach, Gärnquelle                                       | Gernsbach     | ⊙    | 32,38           | 1988-02-03               |          |
| 216213  | WSG Stadt Gernsbach, Lutz-Waldquelle                                  | Gernsbach     | ⊙    | 23,00           | 1988-02-03               |          |
| 216220  | WSG Gemeinde Gernsbach, ZV Mannenbach-WV                              | Gernsbach     | ⊙    | 336,67          | 1993-05-17               |          |
| 216222  | WSG Gemeinde Sinzheim Großer Bruch                                    | Sinzheim      | ⊙    | 712,87          | 2006-08-25               |          |
| 216223  | WSG Gemeinde Bühlertal, Sprengquelle                                  | Bühlertal     | ⊙    | 47,73           | 2005-09-05               |          |